# Charles Joseph Tricassin
Charles Joseph Tricassin (Tricassinus en latin), dit aussi le père Charles Joseph, né à Troyes en 1610 et décédé en 1681, est un religieux capucin théologien.

## Biographie
Il exposa de manière exhaustive les doctrines de saint Augustin et de Saint Bonaventure contre les jansénistes dans de nombreux ouvrages en latin. Ces écrits ont été violemment attaqués.
Tricassin a également publié une traduction française avec des explications de De gratia et libero arbitrio et De correptione et gratia de saint Augustin, ainsi qu'un traité prouvant que la philosophie cartésienne était contraire à la foi.

## Œuvres principales
- De praedestinatione hominum ad gloriam disputatio theologica, Paris, E. Couterot, 1669 ; réédition en 1673.
- De Indifferenti lapsi hominis arbitrio sub gratia et concupiscentia secundum Augustinum, tractatus unicus, Paris, A. Alliot, 1673[2].
- Commentarius brevis et continuus in libro D. Augustini contra Pelagianos Adrumetinos, et primo in librum "De Gratia et libero arbitrio", deinde in librum "De Correptione et gratia", Paris, Guy Caillou, 1681.
- La Philosophie de Monsieur Descartes contraire à la foi catholique avec la réfutation d'un imprimé fait depuis peu pour sa défense, Paris, Guy Caillou, 1682.
- Gratia efficax a seipsa refutata ex libris S. Augustini, Mayence, Peter Hermans, 1687.